# العلاقات الغامبية الكمبودية
العلاقات الغامبية الكمبودية هي العلاقات الثنائية التي تجمع بين غامبيا وكمبوديا.

## مقارنة بين البلدين
هذه مقارنة عامة ومرجعية للدولتين:
| وجه المقارنة                                              | غامبيا       | كمبوديا                   |
| --------------------------------------------------------- | ------------ | ------------------------- |
| المساحة (كم2)                                             | 11.30 ألف    | 181.03 ألف                |
| عدد السكان (نسمة)                                         | 2.10 مليون   | 16.01 مليون               |
| الكثافة السكانية (ن./كم²)                                 | 185.84       | 88.44                     |
| العاصمة                                                   | بانجول       | بنوم بنه                  |
| اللغة الرسمية                                             | لغة إنجليزية | اللغة الخميرية            |
| العملة                                                    | دالاسي غامبي | ريال كمبودي، دولار أمريكي |
| الناتج المحلي الإجمالي (بليون دولار)                      | 1.01 مليار   | 22.16 مليار               |
| الناتج المحلي الإجمالي (تعادل القوة الشرائية) بليون دولار | 3.34 مليار   | 54.37 مليار               |
| الناتج المحلي الإجمالي الاسمي للفرد دولار أمريكي          | 471          | 1.16 ألف                  |
| الناتج المحلي الإجمالي للفرد دولار أمريكي                 |              | 3.26 ألف                  |
| مؤشر التنمية البشرية                                      | 0.441        | 0.555                     |
| رمز المكالمات الدولي                                      | +220         | +855                      |
| رمز الإنترنت                                              | .gm          | .kh                       |
| المنطقة الزمنية                                           | 00           | ت ع م+07:00               |

## منظمات دولية مشتركة
يشترك البلدان في عضوية مجموعة من المنظمات الدولية، منها:
| علم المنظمة | اسم المنظمة                                                | تاريخ انضمام غامبيا | تاريخ انضمام كمبوديا |
| ----------- | ---------------------------------------------------------- | ------------------- | -------------------- |
|             | مؤسسة التنمية الدولية                                      | 18 أكتوبر 1967      | 22 يوليو 1970        |
|             | يونسكو                                                     | 1 أغسطس 1973        | 3 يوليو 1951         |
|             | مؤسسة التمويل الدولية                                      | 19 سبتمبر 1983      | 26 مارس 1997         |
|             | منظمة حظر الأسلحة الكيميائية                               | ?                   | ?                    |
|             | الأمم المتحدة                                              | 21 سبتمبر 1965      | 14 ديسمبر 1955       |
|             | الاتحاد الدولي للاتصالات                                   | 27 مايو 1974        | 10 أبريل 1952        |
|             | منظمة الشرطة الجنائية الدولية                              | ?                   | ?                    |
|             | البنك الدولي للإنشاء والتعمير                              | 18 أكتوبر 1967      | 22 يوليو 1970        |
|             | الاتحاد البريدي العالمي                                    | ?                   | ?                    |
|             | المركز الدولي لتسوية المنازعات الاستشارية                  | 26 يناير 1975       | 19 يناير 2005        |
|             | وكالة ضمان الاستثمار متعدد الأطراف                         | 11 سبتمبر 1992      | 1 ديسمبر 1999        |
|             | العملية المشتركة للاتحاد الأفريقي والأمم المتحدة في دارفور | ?                   | ?                    |
|             | منظمة التجارة العالمية                                     | ?                   | ?                    |

## وصلات خارجية
- موقع وزارة الخارجية الغامبية
- موقع وزارة الخارجية الكمبودية